# Kirkjufell
Kirkjufell (islandese: Montagna della chiesa) è una montagna alta 463 metri situata sulla costa nord della dell'Islanda, nella penisola di Snæfellsnes, vicino alla città di Grundarfjörður posta nell'omonimo fiordo, fa parte della regione del Vesturland. È considerata la montagna più fotografata del paese ed è stata uno dei luoghi di ripresa per la stagione 6 e 7 della serie televisiva Il Trono di Spade.
Il nome in lingua islandese deriva dalla sua somiglianza con la forma del campanile di una chiesa, mentre in passato i navigatori danesi erano solito chiamarla "Sukkertoppen", ossia "cima di zucchero".
La sua forma peculiare è dovuta all'azione di ghiacciai che ne erosero le pareti. All'epoca doveva apparire come un nunatak, una sommità rocciosa che svettava al di sopra di una distesa di ghiaccio.

## Galleria d'immagini

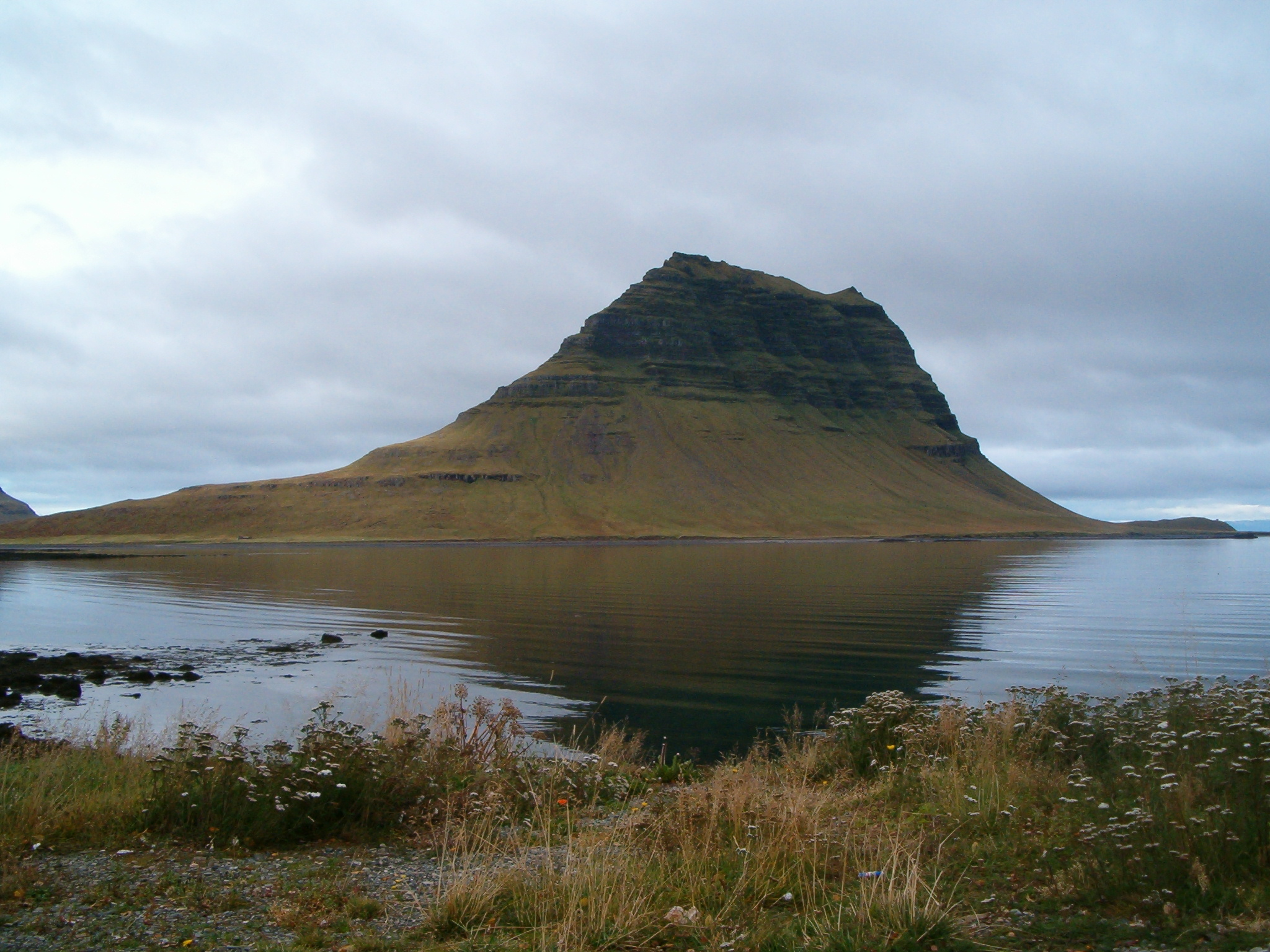
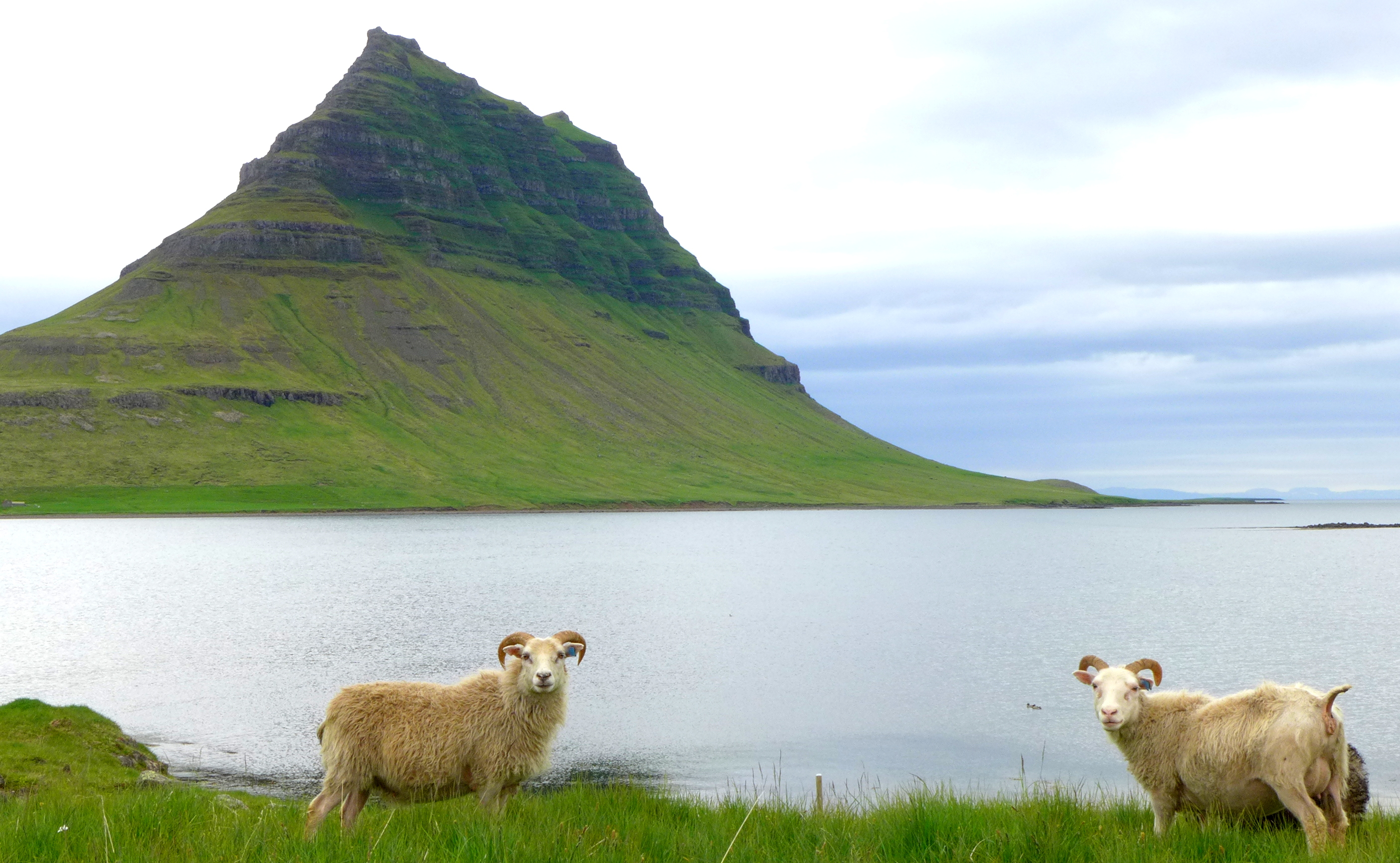
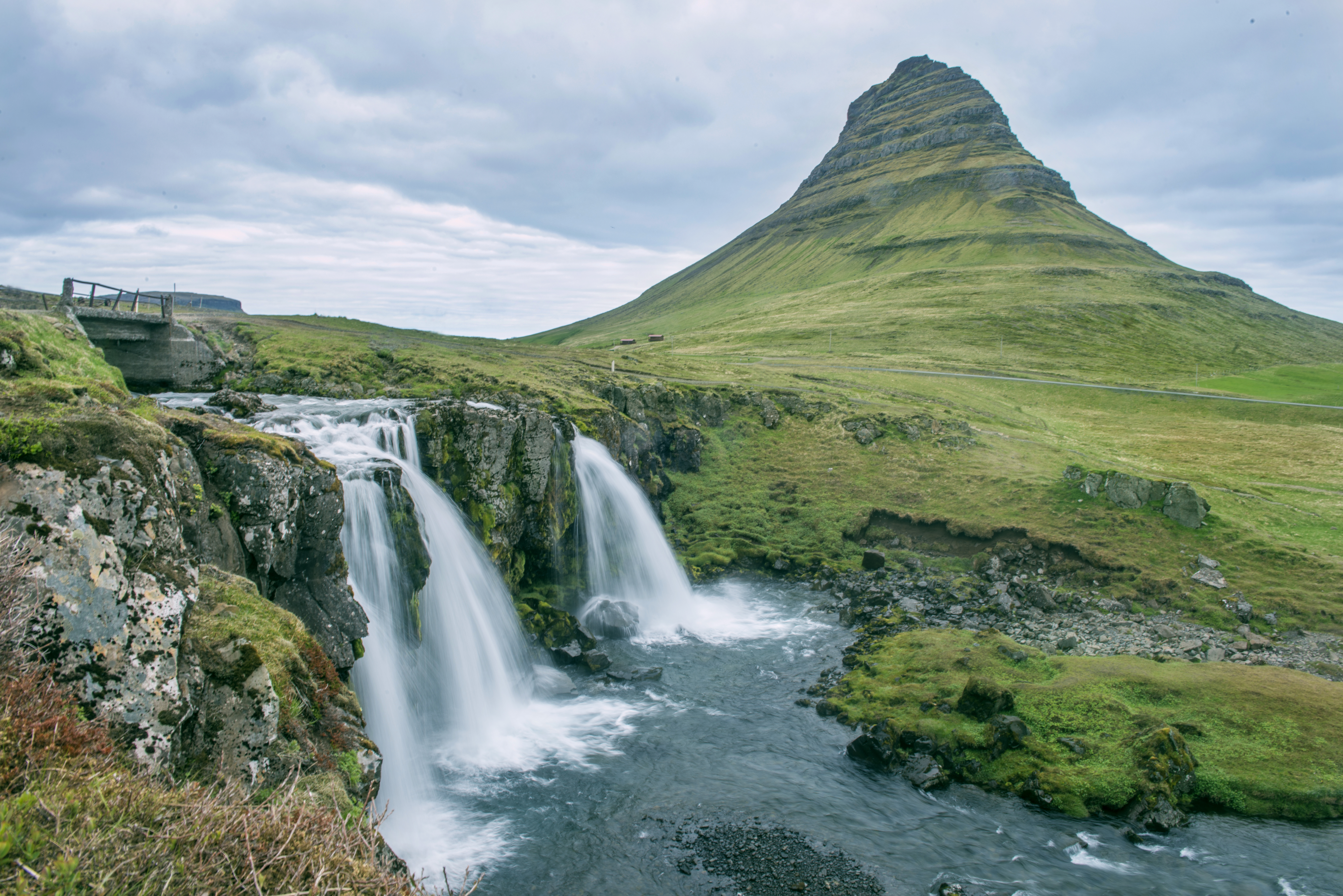
La cascata Kirkjufellsfoss con il monte Kirkjufell sullo sfondo
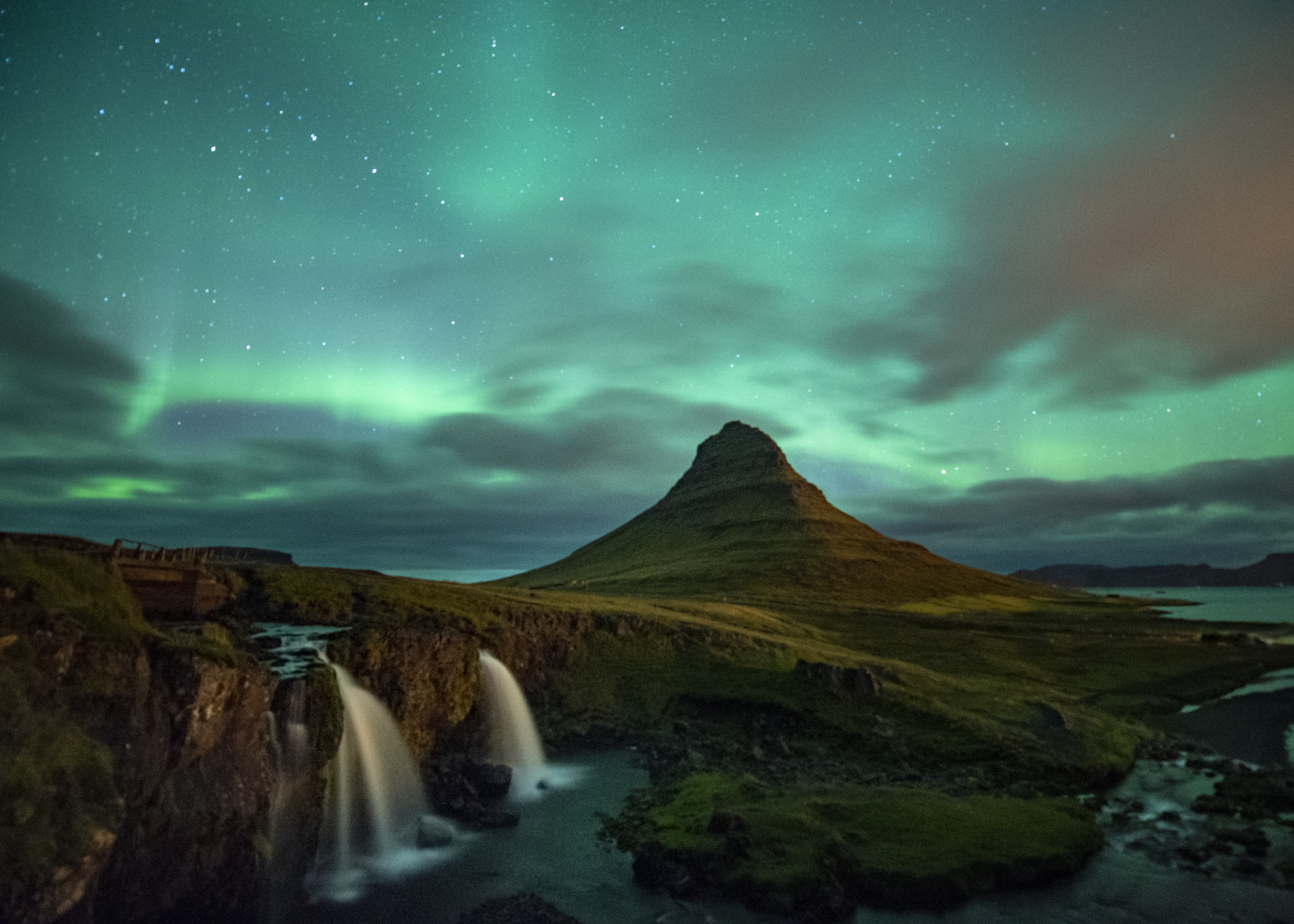
Aurora boreale sulla cascata Kirkjufellsfoss con il monte Kirkjufell sullo sfondo